# 平岡武夫
平岡 武夫（ひらおか たけお、1909年12月10日 - 1995年5月31日）は、中国哲学者、専攻は儒教経典の成立史的研究など。京都大学名誉教授。

## 経歴
大阪府出身。京都帝国大学文学部を卒業、東方文化研究所研究員、京都大学人文科学研究所助教授、1960年教授、71年付属図書館長。73年定年退官、名誉教授、日本大学教授。83年退職、日本学士院会員。

## 著書
- 『経書の成立 支那精神史序説』 全国書房 1946年 東京文化研究所研究報告
- 『経書の伝統』 岩波書店 1951年、新版1974年
- 『漢字の形と文化』 ハーバード燕京同志社東方文化講座委員会 1959年
- 『白居易　中国詩文選17』 筑摩書房 1977年
  - 『白居易 生涯と歳時記』 朋友書店 1998年 朋友叢書
- 『経書の成立 天下的世界観』 創文社 1983年 東洋学叢書
- 『平岡武夫遺文集』礪波護編、私家版 2002年

## 翻訳
- 顧頡剛『古史弁自序』創元社 1940年
  - 顧頡剛『ある歴史家の生い立ち 古史弁自序』 岩波書店 1953年。岩波文庫 1987年
- 郭沫若『歴史小品』 岩波新書 1950年。岩波文庫 1981年
- 『白氏文集』全3冊 (今井清と校訂)　京都大学人文科学研究所 1971-73年
- 『全釈漢文大系 1 論語』 集英社 1980年、再版1987年
- 『白氏文集歌詩索引』全3冊 (今井清と共編)  同朋舎 1989年

## 参考
- 日本人名大辞典
- 平岡武夫先生年譜・著作目録 「漢學研究」1983.2